# Parafia św. Antoniego Padewskiego w Bożej Woli
Parafia Świętego Antoniego Padewskiego w Bożej Woli - parafia rzymskokatolicka w Bożej Woli, należąca do archidiecezji lubelskiej i Dekanatu Zakrzówek. Została erygowana w 1738. Mieści się pod numerem 20. Parafię prowadzą księża diecezjalni.